# Braujahr
Als Braujahr wird in einigen Gegenden Europas das Produktionsjahr in der Brauereibranche bezeichnet. Es weicht vom Kalenderjahr ab und dauert vom 1. Oktober bis zum 30. September des Folgejahres.
Untergäriges Bier konnte vor der Einführung von Kälteanlagen in den 1870er-Jahren in manchen Regionen nur in der kalten Jahreszeit hergestellt werden. Traditionell dauerte die Saison vom Michaelstag (29. September) bis zum Georgstag (23. April).
Später verschob sich der Beginn des Braujahres auf den 1. Oktober. Der 30. September wird in der Branche als Brausilvester gefeiert.